# Konstal 112N
Konstal 112N — прототип трамвая, виготовлений в 1995 році на заводі Konstal у Хожуві. 
Перший частково низькопідлоговий трамвай виробництва Польщі.

## Історія
В 1989 році був створений німецький трамвай GT6N, перший у світі повністю низькопідлоговий трамвай. 
Незабаром у Європі почався процес заміни рухомого складу на низькопідлогові трамваї. 
Польський виробник трамваїв також вирішив запровадити нове рішення або принаймні його заміну 
.

## Конструкція
112N — двосекційний односторонній трамвай з 24% низької підлоги, розташованої у другій секції біля третіх дверей. 
У порівнянні з 105N екстер’єр був повністю змінений через використання панорамного вітрового скла. 
Вагон має 4 пари поворотно-відкидних дверей, а кузов спирається на три ведучі каретки. 
6 двигунів постійного струму з повітряним охолодженням керуються ручним контролером пересування з функцією захисту. 
Також була використана імпульсна система пуску з можливістю відновлення енергії. 
В салоні м’які сидіння, нове люмінесцентне освітлення та інформаційні панелі.
Продовженням проекту 112N є трамвай 114Na.

## Використання
| Держава             | Місто               | Роки постачання     | Кількість | № трамвая |       |
| ------------------- | ------------------- | ------------------- | --------- | --------- | ----- |
| Польща              | Варшава             | 1995                | 1         | 3001      | [ 2 ] |
| Загальна кількість: | Загальна кількість: | Загальна кількість: | 1         |           |       |